# 1718
Évszázadok: 17. század – 18. század – 19. század
Évtizedek: 1660-as évek – 1670-es évek – 1680-as évek – 1690-es évek – 1700-as évek – 1710-es évek – 1720-as évek – 1730-as évek – 1740-es évek – 1750-es évek – 1760-as évek
Évek: 1713 – 1714 – 1715 – 1716 –  1717 – 1718 – 1719 – 1720 – 1721 – 1722 – 1723

## Események
- június 5. – A pozsareváci béketárgyalások első napján a császári biztosok II. Rákóczi Ferenc és hívei kiadatását követelik a török Portától; a török megbízottak ezt elutasítják, mondván, hogy a kiadatás ellentétes vallásuk előírásaival.[1]
- július 21. – III. Károly magyar király és III. Ahmed oszmán szultán megkötik a pozsareváci békét, melyben az Oszmán Birodalom lemond a Balkán egy részéről, ezzel Magyarország utolsó területei is felszabadulnak.[2]
- augusztus 2. – Ausztria csatlakozik a hármas szövetséghez.[3]
- augusztus 11. – A Passero-foki tengeri csatában a spanyol flotta döntő vereséget szenved az angol flottától.[4]
- november 30. – Frederikshall erődjének ostrománál XII. Károly svéd királyt halálos fejlövés éri.[5]

## Születések
- március 31. – Rettegi György, emlékiratíró, Szolnok-Doboka vármegye pénztárnoka, majd alispánja († 1786)
- április 15. – Kollár Ádám Ferenc, jogtudós, császári és királyi tanácsos, a Bécsi Királyi Könyvtár igazgatója († 1783)
- június 20. – Conradi Norbert, piarista rendi tanár, rendtartományi főnök, költő († 1758)
- augusztus 9. – Orczy Lőrinc, magyar főispán, tábornok és  költő († 1789)
- november 21. – Hatvani István, matematikus, természettudós, a debreceni Kollégium tanára († 1786)
- november 23. – Antoine Darquier de Pellepoix francia csillagász († 1802)

## Halálozások
- február 22. – Sigbert Heister, gróf osztrák császári tábornagy, a II. Rákóczi Ferenc ellen harcoló császári haderő főparancsnoka (* 1646)
- április 9. – Cshö szukpin, Szukcsong koreai király ágyasa (* 1670)
- június 5. – Johannes Nachtigall,  kolozsvári barokk szobrász (* 1717)
- november 22. – Feketeszakáll (Edward Teach) angol kalóz (* 1680 körül)
- november 30. – XII. Károly, svéd király (* 1682)
- december 10. – Stede Bonnet, angol származású kalóz, aki a Karib-tenger térségében garázdálkodott (* 1688)